# 岩田庄一郎
岩田 庄一郎（いわた しょういちろう、1878年〈明治11年〉5月 - 没年不明）は、日本の商人（皮革商）、資産家、名望家、地主・家主。浪速区衛生組合連合会長。栄衛生組合長。栄第一学校保護者会長。大阪市衛生組合連合会評議員。大阪市教化委員。浪速区防護団顧問。

## 経歴
大阪市浪速区西浜南通3丁目に生まれる。青年会の創設に奔走する。1903年、連合区会議員に当選する。衛生事業に尽瘁する。衛生法案の制定運動に努力する。
三好伊平次、中野三憲、岡本弥、岩田庄一郎らは被差別部落民の全国的組織結成を計画し、1903年7月に「大日本同胞融和会」を発足させる。

## 人物
西浜部落の第一流の富豪、衛生界の権威、衆議院議員南区選挙有権者である。
趣味は演芸。住所は大阪市浪速区西浜南通3丁目（現・浪速西）。